# HaKirya
HaKirya (en hebreu: הקריה), és un barri que es troba al centre de la ciutat de Tel-Aviv, en aquest barri es troben el centre de govern de la ciutat, i la principal base militar de les FDI, el Campament Rabin (en hebreu: מַחֲנֶה רַבִּין) (transliterat: Mahané Rabin), anomenat així en honor de l'ex-Primer Ministre d'Israel, Isaac Rabin. Va ser una de les primeres bases del Tzahal i és la seva seu central des de 1948.